# Apiomorpha karschi
Apiomorpha karschi är en insektsart som beskrevs av Rubsaamen 1894. Apiomorpha karschi ingår i släktet Apiomorpha och familjen filtsköldlöss. Inga underarter finns listade i Catalogue of Life.